# Abelardo Ríos
Abelardo Antonio Rios Osorio (Alejandría, Antioquia; 20 de enero de 1952) fue un ciclista profesional colombiano que corrió para equipos como el "Pilas Varta", "Western - Rossin", "Pony Malta - Avianca" y el Café de Colombia, entre otros.

## Palmarés
1971
- 1° Clasificación de Jóvenes del Clásico RCN

1973
- 1 etapa de la Vuelta a Colombia

1974
- 3° en la Vuelta a Antioquia
- 3° en el Clásico RCN, más 1 etapa

1975
- 3º en el Campeonato de Colombia en Ruta
- 2° en el Clásico RCN

1976
- Campeón de la Vuelta a Antioquia, más 2 etapas, 1° en la Clasificación por puntos y 1° en la Clasificación combinada
- 2º en el Campeonato de Colombia en Ruta
- 2° de la Vuelta a Cuba, más 1 etapa y 1° en Clasificación de la Montaña
- 1 etapa en la Vuelta a Colombia

1977
- Campeón de la Clásica Nacional Marco Fidel Suárez
- Campeonato de Colombia en Ruta

1978
- Campeón de la Vuelta a Antioquia
- 1 etapa del Clásico RCN
- 1 etapa de la "Vuelta a Boyacá"

1979
- 1 etapa en la Vuelta a Colombia

1980
- 1 etapa del Clásico RCN

1981
- 1 etapa del Clásico RCN
- 1 etapa en la Vuelta a Colombia

1982
- Campeón de la Clásica de El Carmen de Viboral

1986
- 1 etapa en la Vuelta a Colombia

1987
- 1 etapa en la Vuelta a Colombia

## Resultados en Grandes Vueltas y Campeonatos del Mundo
Durante su carrera deportiva ha conseguido los siguientes puestos en las Grandes Vueltas y en los Campeonatos del Mundo en carretera:
| Carrera         | 1983 | 1984 | 1985 |
| --------------- | ---- | ---- | ---- |
| Giro de Italia  | -    | -    | 62.º |
| Tour de Francia | 44.º | Ab.  | -    |
| Vuelta a España | -    | -    | -    |
| Mundial en Ruta | -    | -    | -    |

-: no participa

Ab.: abandono